# Es war einer von uns
Es war einer von uns ist ein deutscher Fernsehfilm von Kai Wessel aus dem Jahr 2010 mit Maria Simon in der Hauptrolle.

## Handlung
Auf dem Rückweg von der Geburtstagsfeier einer Freundin wird Johanna Schröder Opfer einer Vergewaltigung. Jemand muss ihr zum Ende der Party K.-o.-Tropfen verabreicht haben, um sie so außer Gefecht zu setzen. Benommen erwacht sie im Wald und begibt sich verstört in ihre Wohnung, wo sie sich als Erstes den Schmutz vom Körper wäscht. Erst danach geht sie zur Polizei. Somit finden sich bis auf die Rückstände der K.-o.-Tropfen keine verwertbaren Spuren, was die Ermittlungen erschwert. Johanna ist sich jedoch sicher, dass es einer ihrer engen Freunde war, und entsprechend groß ist ihre Enttäuschung. Fortan wird sie von Panikattacken und Alpträumen geplagt und beginnt, jedem zu misstrauen, zumal die ermittelnde Kommissarin Zweifel am Hergang der Vergewaltigung hegt und Johanna unterstellt, die Tat provoziert zu haben. Als dann alle polizeilichen Ermittlungen im Sande verlaufen, ist Johanna maßlos enttäuscht und weiß nicht, wie sie zufrieden weiterleben soll, wenn sie nicht einmal mehr ihren Freunden trauen kann. Sie engagiert einen Privatdetektiv, um den Täter auf eigene Faust zu finden. Zusätzlich setzt sie sich mit ihrer Freundin, Leonie Grothe, zusammen und analysiert alle Tatverdächtigen und deren Alibis. Dabei stellt sich heraus, dass auch Leonies Freund, Björn Reichsmann, kein stichhaltiges Alibi hat. Leonie ist empört darüber, wie Johanna nur daran denken kann, ihren Björn für den Täter zu halten. Doch findet auch der Privatdetektiv Hinweise auf Björn, da dieser sich zum Tatzeitraum definitiv in der Nähe des Tatorts aufgehalten hat.
Johanna bringt ihre Beweise gegen Björn Reichsmann zur Polizei, woraufhin der Verdächtige umgehend verhaftet wird. Leonie kündigt Johanna angesichts dieser Umstände die Freundschaft. Auch ihre anderen Freunde halten mehr zu Leonie und Björn, sodass sich Johanna von allen verlassen fühlt. Da die Beweise gegen Björn nicht ausreichen, wird er aus der Untersuchungshaft entlassen und später das Verfahren gegen ihn eingestellt. Johanna ist am Boden zerstört. Sie besorgt sich eine Waffe und bedroht Björn, doch auch jetzt gibt er nichts zu. Dem Zusammenbruch nahe, sucht sie Schutz bei ihrer Mutter, der sie bisher die Vergewaltigung aus Scham verschwiegen hat. Diese bestärkt sie darin, sich endlich psychologische Hilfe zu suchen. In der Folge gelingt es ihr bedingt, das Geschehene aufzuarbeiten. Mit einem Entschuldigungsbrief versöhnt sie sich mit Leonie und Björn und freundet sich ernsthaft mit Yanis an. Als sie eigentlich aufgegeben hat, den Schuldigen zu finden, entdeckt sie per Zufall in der Kamera von Björns Bruder Philipp Fotos, die er in der Tatnacht von Johanna gemacht hat.

## Produktion
Der Film wurde am 7. Oktober 2010 auf dem Hamburger Filmfest uraufgeführt und erlebte am 28. Januar 2011 auf Arte seine Fernsehpremiere.

## Rezeption

### Einschaltquote
Bei der Erstausstrahlung von Es war einer von uns am 28. Januar 2011 auf Arte wurde der Film in Deutschland von insgesamt 5,30 Millionen Zuschauern gesehen und erreichte einen Marktanteil von 15,6 Prozent.

### Kritik
Rainer Tittelbach von tittelbach.tv meinte: „Das Drama von ‚Es war einer von uns‘ entzündet sich an dem Konflikt der Heldin, entweder dem eigenen Seelenheil oder der sozialen Gemeinschaft den Vorrang geben zu müssen. Beides geht nicht. Beides braucht sie aber, um langfristig glücklich zu sein.“ „Psychologisch wie dramaturgisch steht die Geschichte, die aus der Perspektive der Hauptfigur erzählt ist, auf sicherem Fuß. Maria Simon verleiht ihr darüber hinaus die physische Glaubwürdigkeit, die solch eine Geschichte braucht. Moralisch, (wahrnehmungs)psychologisch und ästhetisch stimmiges Psychodrama.“
Bei Spiegel Online schreibt Christian Buß: „Regisseur Kai Wessel […] inszeniert die Vergewaltigung als totale Erschütterung der Lebenswelt der Opfers: Dem brutalen Gewaltakt, böser geht es nicht, folgt die subtile Ächtung.“
Die Kritiker der Fernsehzeitschrift TV Spielfilm vergaben die bestmögliche Wertung (Daumen nach oben) und befanden: „Beklemmend, stark gespielt.“
Ulrich Feld von der Frankfurter Neuen Presse wertete: „Am Ende zieht die Geschichte den wahren Täter reichlich unvermittelt aus dem Hut: Warum hat dieser überhaupt Johanna während der Vergewaltigung fotografiert? Und dass er dann die Kamera mitsamt den Aufnahmen einfach so an seinem Schreibtisch herumliegen lässt und sogar sein Sohn mal eben so damit herumspielt, ist auch reichlich unglaubwürdig. Die Szene an sich ist allerdings hervorragend gespielt und inszeniert. Überhaupt sind die Darsteller, allen voran Maria Simon, die größte Stärke dieses Films. Kai Wessel holt aus der trotz ihrer dramaturgischen Schwächen ungemein beklemmenden Geschichte, den winterlichen Schauplätzen und natürlich aus Maria Simon wirklich alles heraus. Das Ergebnis ist ein Film, den man nicht so leicht vergessen kann.“